# Böbrach

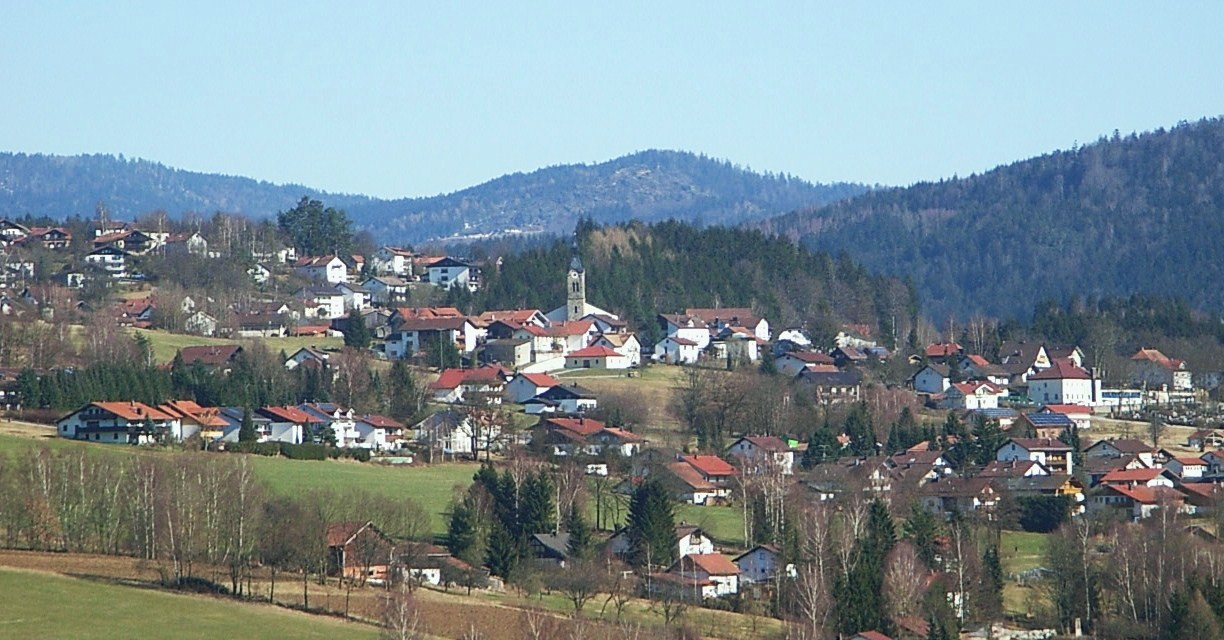
Blick auf Böbrach

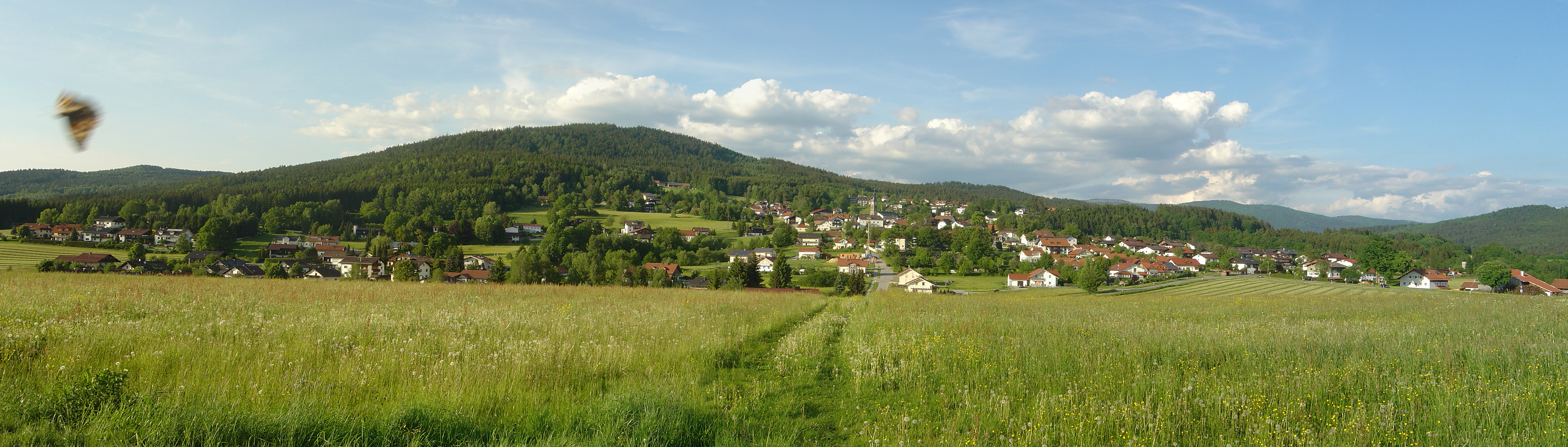
Panoramablick auf Böbrach

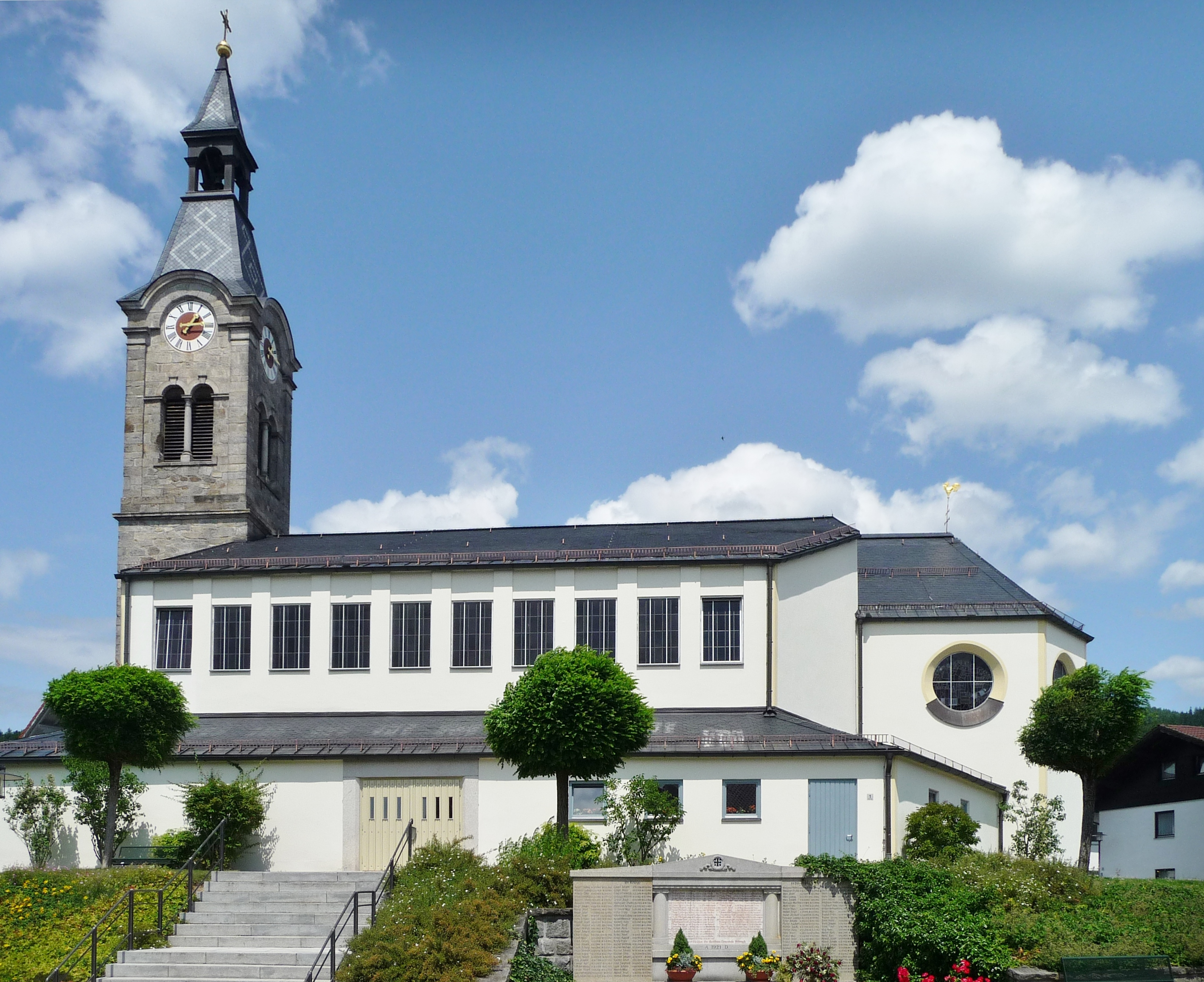
Die Pfarrkirche St. Nikolaus

Böbrach ist eine Gemeinde im niederbayerischen Landkreis Regen.

## Geografie

### Geografische Lage
Der gleichnamige Hauptort liegt in der Region Donau-Wald inmitten des Bayerischen Waldes etwa 17 km östlich von Viechtach, 14 km nordwestlich der Kreisstadt Regen und nur sechs Kilometer von Bodenmais entfernt, wo sich auch der nächste Bahnhof der Waldbahn befindet.

### Gemeindegliederung
Es gibt 30 Gemeindeteile (in Klammern ist der Siedlungstyp angegeben):
- Bamming (Weiler)
- Bärnerau (Einöde)
- Berghaus (Einöde)
- Böbrach (Pfarrdorf)
- Böbrachmühle (Einöde)
- Dirnberg (Weiler)
- Eck (Einöde)
- Etzendorf (Dorf)
- Gstaudach (Weiler)
- Haidsberg (Dorf)
- Hammermühl (Einöde)
- Höhmannsbühl (Weiler)
- Jägerhaus (Einöde)
- Katzenbach (Dorf)
- Kronhammer (Einöde)
- Maisried (Weiler)
- Meindlgrub (Einöde)
- Oberauerkiel (Kirchdorf)
- Obersteinhaus (Einöde)
- Öd (Weiler)
- Pfefferhaus (Einöde)
- Raschau (Einöde)
- Rettenberg (Weiler)
- Roppendorf (Weiler)
- Schmalzgrub (Einöde)
- Schrollhof (Einöde)
- Stein (Weiler)
- Unterauerkiel (Dorf)
- Weghof (Einöde)
- Wieshof (Weiler)

Es gibt nur die Gemarkung Böbrach.

## Geschichte

### Bis zur Gemeindegründung
Über die Ursprünge der Gemeinde ist nicht viel bekannt. 1607 wird in einem Gerichtsurteil eine Gemeinde Pebrach erwähnt, welche das Gemeindegebiet Maisried angliedert, welches zuvor zu Bodenmais gehörte.
Böbrach gehörte zum Rentamt Straubing und zum Landgericht Viechtach im Kurfürstentum Bayern. Die gerichtlichen Zuständigkeiten waren hier zwischen dem Landgericht Viechtach und dem Landgericht Linden aufgeteilt. Im Zuge der Verwaltungsreformen in Bayern entstand mit dem Gemeindeedikt von 1818 die heutige Gemeinde.

### Einwohnerentwicklung
Zwischen 1988 und 2018 wuchs die Gemeinde von 1611 auf 1648 um 37 Einwohner bzw. um 2,3 %.
| Jahr | Einwohner |
| ---- | --------- |
| 1970 | 1400      |
| 1987 | 1518      |
| 1991 | 1673      |
| 1995 | 1656      |
| 2000 | 1668      |
| 2005 | 1637      |
| 2010 | 1627      |
| 2015 | 1646      |
| 2020 | 1676      |
| 2023 | 1622      |

## Politik

### Gemeinderat
Der Gemeinderat besteht aus dem Ersten Bürgermeister und den Mitgliedern. Aufgrund der Ergebnisse der Gemeinderatswahl vom 15. März 2020 werden die 12 Gemeinderatsmitglieder seit dem 1. Mai 2020 von den folgenden vier Gruppierungen gestellt:
- CSU: 5 Sitze (40,05 % der Stimmen)
- Bürgerliste Böbrach: 2 Sitze (19,86 % der Stimmen)
- FW: 3 Sitze (25,43 % der Stimmen)
- Grüne/Neue Wege: 2 Sitze (14,66 % der Stimmen)

### Bürgermeister
Erster Bürgermeister ist seit 1. Mai 2020 Gerd Schönberger (CSU). Im Jahre 2020 wurde dieser mit 57,67 % der Stimmen gewählt. Zweiter Bürgermeister ist Erich Süß (CSU), dritter Bürgermeister ist Gabriele Weikl (FW).

### Wappen
| Wappen von Böbrach | Blasonierung: „In Blau über einem gesenkten silbernen Wellenbalken ein springender silberner Biber; im linken Obereck ein goldener Apfel.“ |
| Wappen von Böbrach | Wappenbegründung: Der Biber über dem Wellenbalken ergibt ein redendes Bild für den Gemeindenamen, der im 11. und 12. Jahrhundert als „Biberache“ (Gewässer mit Bibern) belegt ist. Der Wellenbalken als Flusssymbol steht dabei für das Grundwort „-ach“ (von althochdeutsch „aha“/Wasserlauf, Fluss). Der goldene Apfel, ein Attribut des heiligen Nikolaus, weist auf den örtlichen Kirchenpatron hin. Die Tingierung in Silber und Blau erinnert an die herrschaftsgeschichtlichen Beziehungen zum Haus Wittelsbach und zu Bayern seit dem 13. Jahrhundert. Auf das Gemeindewappen nimmt auch der 1995 vor dem Rathaus errichtete Biberbrunnen Bezug. Wappenführung seit 1984. |

## Statistik
Es gab im Jahr 2020 nach der amtlichen Statistik im produzierenden Gewerbe keine und im Bereich Handel und Verkehr keine sozialversicherungspflichtig Beschäftigte am Arbeitsort. In sonstigen Wirtschaftsbereichen waren am Arbeitsort 59 Personen sozialversicherungspflichtig beschäftigt. Sozialversicherungspflichtig Beschäftigte am Wohnort gab es insgesamt 635. Im verarbeitenden Gewerbe gab es keinen Betrieb, im Bauhauptgewerbe zwei Betriebe. Zudem bestanden im Jahr 2016 26 landwirtschaftliche Betriebe mit einer landwirtschaftlich genutzten Fläche von 490 Hektar, davon waren 54 Hektar Ackerfläche und 437 Hektar Dauergrünfläche.

## Verkehr
Durch die 1890 eröffnete Bahnstrecke Gotteszell–Viechtach der Regentalbahn konnte der Ort bis 1991 mit Personenzügen über den Haltepunkt Böbrach auf der linken Seite des Schwarzen Regens erreicht werden. Der Ort wurde dabei bis in die 1980er Jahre über eine Fähre angebunden. Nach der Einstellung des regelmäßigen Personenverkehrs wurde die Strecke nur noch an Wochenenden von Ausflugszügen befahren. Am 13. September 2016 wurde der tägliche Personenverkehr, vorerst für zwei Jahre, wieder aufgenommen. Allerdings halten die Züge nicht in Böbrach, da seit der Stilllegung der Fähre der drei Kilometer westlich des Ortes gelegene Bahnhof Teisnach schneller zu erreichen ist.
Etwa fünf Kilometer östlich von Böbrach liegt der Haltepunkt Bodenmais an der Strecke Bodenmais–Zwiesel.
Böbrach liegt an der Staatsstraße 2136 von Patersdorf über Teisnach nach Bodenmais und etwa sieben Kilometer nordöstlich der Bundesstraßen B 85 und B 11.

## Bildung
Es gibt folgende Einrichtungen (Stand: 2020):
- einen Kindergarten mit 57 Kindergartenplätzen und 63 Kindern
- eine Volksschule mit vier Lehrern und 63 Schülern